# روزفلت وليامز (عازف بيانو)
روزفلت وليامز (بالإنجليزية: Roosevelt Williams)‏ هو عازف بيانو أمريكي، ولد في 7 ديسمبر 1903 في باستروب في الولايات المتحدة، وتوفي في 17 يوليو 1996 في أوستن في الولايات المتحدة.